# Società Sportiva Juventus Stabia 1993-1994
Questa voce raccoglie le informazioni riguardanti la Società Sportiva Juve Stabia nelle competizioni ufficiali della stagione 1993-1994.

## Stagione
Nella stagione 1993-1994 la Juve Stabia è giunta al 5º posto nel campionato di Serie C1 girone B, quindi perde i play-off contro la Salernitana.

## Rosa 1993-1994
| N. |                   | Ruolo | Calciatore           |
| -- | ----------------- | ----- | -------------------- |
|    | Italia (bandiera) | P     | Fabio Fabbri         |
|    | Italia (bandiera) | P     | Ciro Ambra           |
|    | Italia (bandiera) | D     | Roberto Amodio       |
|    | Italia (bandiera) | D     | Andrea Veronici      |
|    | Italia (bandiera) | D     | Sergio Dell'Aquila   |
|    | Italia (bandiera) | D     | Silvio Gori          |
|    | Italia (bandiera) | D     | Gianluca Colavitto   |
|    | Italia (bandiera) | D     | Mariano De Francesco |
|    | Italia (bandiera) | D     | Marco De Simone      |
|    | Italia (bandiera) | D     | Bruno Incarbona      |
|    | Italia (bandiera) | D     | Corrado Sorrentino   |
|    | Italia (bandiera) | C     | Gennaro Pizzo        |

| N. |                   | Ruolo | Calciatore                 |
| -- | ----------------- | ----- | -------------------------- |
|    | Italia (bandiera) | C     | Francesco Siviero          |
|    | Italia (bandiera) | C     | Paolo Piubelli             |
|    | Italia (bandiera) | C     | Costanzo Celestini         |
|    | Italia (bandiera) | C     | Alessandro Romei           |
|    | Italia (bandiera) | C     | Antonio Talevi             |
|    | Italia (bandiera) | C     | Gaetano Musella (capitano) |
|    | Italia (bandiera) | C     | Luca Rivi                  |
|    | Italia (bandiera) | C     | Giuseppe Monti             |
|    | Italia (bandiera) | A     | Raffaele Costantino        |
|    | Italia (bandiera) | A     | Giorgio Lunerti            |
|    | Italia (bandiera) | A     | Vincenzo Onorato           |

## Risultati

### Campionato

#### Girone di andata
| 12 settembre 1993 1ª giornata | Siracusa | 1 – 1 | Juventus Stabia |  |

| 19 settembre 1993 2ª giornata | Juventus Stabia | 3 – 1 | Giarre |  |

| 26 settembre 1993 3ª giornata | Siena | 0 – 0 | Juventus Stabia |  |

| 3 ottobre 1993 4ª giornata | Juventus Stabia | 1 – 1 | Lodigiani |  |

| 10 ottobre 1993 5ª giornata | Leonzio | 0 – 1 | Juventus Stabia |  |

| 17 ottobre 1993 6ª giornata | Juventus Stabia | 1 – 0 | Matera |  |

| 24 ottobre 1993 7ª giornata | Nola | 2 – 1 | Juventus Stabia |  |

| 31 ottobre 1993 8ª giornata | Juventus Stabia | 3 – 1 | Barletta |  |

| 7 novembre 1993 9ª giornata | Juventus Stabia | 0 – 0 | Avellino |  |

| 14 novembre 1993 10ª giornata | Ischia Isolaverde | 1 – 0 | Juventus Stabia |  |

| 21 novembre 1993 11ª giornata | Juventus Stabia | 0 – 0 | Reggina |  |

| 28 novembre 1993 12ª giornata | Perugia | 2 – 1 | Juventus Stabia |  |

| 5 dicembre 1993 13ª giornata | Juventus Stabia | 4 – 1 | Potenza |  |

| 12 dicembre 1993 14ª giornata | Casarano | 3 – 1 | Juventus Stabia |  |

| 19 dicembre 1993 15ª giornata | Salernitana | 3 – 1 | Juventus Stabia |  |

| 24 dicembre 1993 16ª giornata | Juventus Stabia | 3 – 0 | Chieti |  |

| 16 gennaio 1994 17ª giornata | Sambenedettese | 3 – 1 | Juventus Stabia |  |

#### Girone di ritorno
| 23 gennaio 1994 18ª giornata | Juventus Stabia | 0 – 1 | Siracusa |  |

| 30 gennaio 1994 19ª giornata | Giarre | 0 – 0 | Juventus Stabia |  |

| 6 febbraio 1994 20ª giornata | Juventus Stabia | 3 – 1 | Siena |  |

| 13 febbraio 1994 21ª giornata | Lodigiani | 1 – 1 | Juventus Stabia |  |

| 20 febbraio 1994 22ª giornata | Juventus Stabia | 1 – 0 | Leonzio |  |

| 6 marzo 1994 23ª giornata | Matera | 2 – 1 | Juventus Stabia |  |

| 13 marzo 1994 24ª giornata | Juventus Stabia | 0 – 3 | Nola |  |

| 20 marzo 1994 25ª giornata | Barletta | 2 – 2 | Juventus Stabia |  |

| 27 marzo 1994 26ª giornata | Avellino | 0 – 0 | Juventus Stabia |  |

| 10 aprile 1994 27ª giornata | Juventus Stabia | 3 – 1 | Ischia Isolaverde |  |

| 17 aprile 1994 28ª giornata | Reggina | 1 – 0 | Juventus Stabia |  |

| 24 aprile 1994 29ª giornata | Juventus Stabia | 2 – 1 | Perugia |  |

| 1º maggio 1994 30ª giornata | Invicta Potenza | 1 – 1 | Juventus Stabia |  |

| 8 maggio 1994 31ª giornata | Juventus Stabia | 1 – 0 | Casarano |  |

| 15 maggio 1994 32ª giornata | Juventus Stabia | 1 – 1 | Salernitana |  |

| 22 maggio 1994 33ª giornata | Chieti | 0 – 1 | Juventus Stabia |  |

| 29 maggio 1994 34ª giornata | Juventus Stabia | 1 – 0 | Sambenedettese |  |